# Tadsjikistan
Tadsjikistan (officielt: Republikken Tadsjikistan; tadsjikisk: Тоҷикистон, tr. tājikīstān; tidligere kendt som den Tadsjikiske Sovjetiske Socialistiske Republik) er et bjergrigt land i Centralasien. Det er en indlandsstat med grænser til Afghanistan mod syd, Folkerepublikken Kina mod øst, Kirgisistan mod nord og Usbekistan mod vest. Landet beboes primært af tadsjikker, som deler kultur og historie med iranerne og som taler tadsjikisk, et sprog tæt relateret til persisk. (Tadsjikistan betyder tadsjikernes land). Området var engang centrum for Samanidriget. Tadsjikistan blev i det 20. århundrede indlemmet i Sovjetunionen.

## Historie
De første mennesker bosatte sig i området, som nu er Tadsjikistan for 6000 år siden. Landet har været under styre af forskellige imperier igennem historien, men har for det meste tilhørt det persiske rige. Før Kristus var det del af Bactria-imperiet. Arabere kom med islam i det 7. århundrede. Samanidriget erstattede araberne, men blev til slut selv fordrevet af tyrkiske erobrere. Mongolerne tog senere kontrol over området, og Tadsjikistan blev del af Bukhara-emiratet.
I det 19. århundrede, begyndte det russiske imperium at ekspandere og spredte sig i Centralasien. I løbet af imperialismen, fik russerne kontrol over Tadsjikistan. Efter at tsaren blev væltet i 1917, førte tadsjikisk guerillakrig mod bolsjevikarméer i et desperat forsøg på at beholde uafhængighed. Bolsjevikkerne fik overtaget efter fire år med krig, da moskéer og landsbyer blev brændt til grunden og befolkningen blev kraftig undertrykt.
Som del af Sovjetunionen, blev Tadsjikistan oprindelig grupperet med det som nu er Usbekistan i den tadsjikiske autonome SSR, og den forblev ligesom andre sovjetrepublikker med tanke på levestandard, uddannelse og industri. I 1970'erne begyndte islamiske undergrundspartier at tage form og fik samlet flere tadsjiker mod Sovjetunionen men virkelige sammenstød skete ikke før 1990. I forbindelse med Sovjetunionens opløsning erklærede Tadsjikistan sig uafhængig.
Efter uafhængigheden led Tadsjikistan under en ødelæggende borgerkrig, der varede fra 1992 til 1997. Aktørerne i borgerkrigen var ofte præget af stammetilhørsforhold. Emomali Rahmonov var den første leder af nationen og er fortsat præsident i landet. Han er blevet beskyldt for etnisk udrensning af andre etniske grupper i løbet af borgerkrigen. I 1997 blev en våbenhvile indgået mellem Rahmonov og oppositionspartierne ("Forenet Tadsjikisk Opposition"). Fredelige valg blev afholdt i 1999, hvor Rahmonov blev genvalgt næsten enstemmigt. Valget er dog af oppositionen anset som ikke-demokratiske.
Russiske tropper er fortsat stationeret i det sydlige Tadsjikistan, for at bevogte grænsen mod Afghanistan. Efter terrorangrebet 11. september 2001 har også amerikanske tropper været stationeret i landet.
Efter afslutningen på borgerkrigen har politisk stabilitet og hjælp fra udlandet tilladt økonomien at gro. Landets naturressourcer som bomuld og aluminium har bidraget meget til den gradvise forbedring.

## Politik
Næsten umiddelbart efter uafhængigheden blev Tadsjikistan kastet ud i en borgerkrig, hvor forskellige fraktioner bekæmpede hinanden. Det er påstået, at nogle fraktioner blev støttet af henholdsvis Rusland og Iran. Alle på nær 25 000 af den etniske russiske befolkningsgruppe på mere end 400 000 personer er siden flygtet til Rusland; russerne tilhørte især middelklassen. I 1997 begyndte krigshandlingerne at kølne af, og en centralregering kunne begynde at tage form.
Tadsjikistan er officielt en demokratisk republik og afholder præsidentvalg og parlamentsvalg. Internationale observatører rapporterer ofte om svindel i forbindelse med valg. Samtidigt er der mange anklager fra oppositionspartierne om, at præsident Emomali Rakhmon griber ind i valgprocessen.
I parlamentet har oppositionsgrupper ofte været på kant med det regerende parti, men dette har endnu ikke ført til alvorlig ustabilitet.
Ved Parlamentsvalget i Tadsjikistan 2015 blev Rakhmon genvalgt for en ny periode. Ved valget i oktober 2020 blev han atter genvalgt, denne gang for en syv-årig periode. Det officielle valgresultat gav Rakhmon 90% af stemmerne.
I forbindelse med den amerikanske tilbagetrækning fra Afghanistan og Talibans offensiv i Afghanistan anmodede Tadsjikistan om hjælp fra Rusland og andre SNG-lande til at hjælpe med de opståede sikkerhedsproblemer og flygtningestrøm opstået ved grænsen til Afghanistan.

## Provinser
Tadsjikistan er delt ind i regioner, eller provinser (ental viloyat, flertal viloyatho, russisk: область /oblast'/) (administrationscenter i parentes)
- Khatlon Viloyati Khatlon (Qurghonteppa)
- Sughd/Sogd Viloyati Sughd (Khujand)
- Karotegin (Kofarnihon)

Desuden en autonom provins (viloyati mukhtor)
- Gorno-Badakhshan autonome region (GBAR) Viloyati Mukhtori Kuhistoni Badakhshon (Khorugh).

Hovedstaden Dushanbe indgår ikke i en region.

## Geografi
Tadsjikistan er en indlandsstat og er målt på areal den mindste nation i Centralasien. Størstedelen af landet er er dækket af bjerge, og mere end halvdelen af landet ligger mere end 3000 moh. Amu Darya og Pyanfloden udgør grænsen med Afghanistan.

## Økonomi
Tadsjikistan er det fattigste af de tidligere sovjetrepublikker og samtidigt et af de fattigste lande i verden. Eksporten består næsten udelukkende af bomuld og aluminium, og det betyder at alle ændringer i priserne på verdensmarkedet for disse to produkter får store konsekvenser for hele landets økonomi. Derudover er international hjælp en betydelig støttekilde for landet, den har bl.a. omfattet et rehabiliteringsprogram som skulle inddrage tidligere deltagere i borgerkrigen, i den civile økonomi for på den måde hjælpe til med at bevare freden. International hjælp er stadig nødvendig pga. alvorlig tørke i flere år, og som har resulteret i en fortsat nedsat fødevareproduktion.

## Demografi
Tadsjikistan havde i juli 2004 en befolkning på 7.011.556 mennesker. Den største etniske gruppe er tadsjikkerne, men der er også en betydelig minoritet af usbekere og en lille befolkning af russere, som bliver stadigt mindre pga. emigration. Pamirerne i Badakhshan bliver regnet for at tilhøre den større gruppe af tadsjiker. Det officielle sprog er tadsjikisk, mens russisk hovedsageligt er forretningssproget og bliver brugt over hele landet.
I dag bliver tadsjikerne og usbekerne regnet som separate etniske grupper på grund af sproglige forskelle, men dette er et relativt nyt fænomen og stammer fra den russiske erobring af Centralasien i det 19. århundrede. Til trods for sin fattigdom har Tadsjikistan en meget lav niveau af analfabetisme – det er anslået, at 98% af befolkningen kan læse og skrive.
Størsteparten af befolkningen er sunnimuslimer, men landet har derudover et betydeligt mindretal af shiamuslimer.

## Kultur
Traditionelt har Tadsjikistan delt kultur med Usbekistan, men i løbet af kommuniststyret blev sammensætningen af kulturen ændret af sovjetlederne, som indførte kunstige grænser og nationalstater, som var fremmede for området.[kilde mangler] Tadsjikistan blev i sovjettiden kendt for sit teater og sine romanforfattere. Blandt disse forfattere var der også personer, som arbejdede for at udvikle det tadsjikiske sprog ved at erstatte arabiske låneord med persiske.
De fleste indbyggere i Tadsjikistan er muslimer. Islams indvirkning er de sidste blevet øget og har været en stærk bindingskraft under Tadsjikistans kamp mod sovjetiske styre og under borgerkrigen. Historisk har den tadsjikiske kultur haft en stærk tilknytning til den persiske, som længe har været meget stærk i regionen. Persiske forfattere, forskere og digtere som Ibn Sina, Firdausi, Rudaki og Omar Khayyam er specielt afholdte.